# Bali (minisèrie)
Bali (originalment, Bali 2002) és una sèrie de televisió dramàtica històrica australianoindonèsia. Desenvolupada per Screentime i Endemol Shine Australia per a una comissió entre Stan i Nine Network, el drama de quatre parts gira al voltant dels atemptats de Bali del 2002. La sèrie es va estrenar el 25 de setembre de 2022. S'ha doblat i subtitulat al català per a FilminCAT.

## Repartiment

### Principal
- Richard Roxburgh com a Graham Ashton[4]
- Elizabeth Cullen com a Nicole McClean
- Sophia Forrest com a Natalie Goold
- Saskia Archer com a Hanabeth Luke
- Sri Ayu Jati Kartika com a Ni-Luh Erniati
- Ewen Leslie com a Tom Keirath
- Sean Keenan com a Jason McCartney
- Srisacd Sacdpraseuth com a General Pastika
- Claudia Jessie com a Polly Miller
- Rachel Griffiths com a Fiona Wood

### Secundari
- Arka Das com a Dr Vij Vijayasekaran
- William Lodder com a Jono Liddel
- Anthony Brandon Wong com a Dr Harry
- Maleeka Gasbarri com a Nerissa
- Murtala com a Bambang Priyanto
- Gerwin Widjaja com a Gede Badrawan
- Paul Michael Ayre com a Dan Miller
- Miah Madden com a Danni

## Llista d'episodis
| Núm. | Títol                    | Direcció                                  | Guió                                    | Data d'emissió original |
| --- | ------------------------ | ----------------------------------------- | --------------------------------------- | ----------------------- |
| 1 | «Illa dels déus»         | Peter Andrikidis i Katrina Irawati Graham | Justin Monjo                            | 25 de setembre de 2022  |
| Quan dues grans explosions esclaten en discoteques plenes de gent a Bali, molts moren i molts més resulten ferits. Els voluntaris i els primers rescatadors treuen desesperadament els ferits en zones segures i els porten d'urgència als hospitals locals on el personal mèdic està sobrepassat. |                          |                                           |                                         |                         |
| 2 | «De les cendres»         | Peter Andrikidis i Katrina Irawati Graham | Kris Wyld                               | 25 de setembre de 2022  |
| Un equip de la policia federal australiana arriba a Bali per treballar amb la policia indonèsia, i queda clar que les explosions van ser un acte de terrorisme coordinat. Els supervivents ferits són evacuats a hospitals de tota Austràlia.                                                      |                          |                                           |                                         |                         |
| 3 | «Operació Aliança»       | Peter Andrikidis i Katrina Irawati Graham | Kris Wyld                               | 25 de setembre de 2022  |
| Els investigadors australians i indonesis treballen junts per localitzar els autors dels atemptats de Bali mentre els supervivents ferits i els seus éssers estimats intenten recompondre les seves vides destrossades.                                                                            |                          |                                           |                                         |                         |
| 4 | «Restaurant l'equilibri» | Peter Andrikidis, Katrina Irawati Graham  | Justin Monjo, Michael Toisuta i Tim Pye | 25 de setembre de 2022  |
| Mentre alguns dels perpetradors són jutjats, els investigadors van a la recerca de la ment esquiva que continua amb un bombardeig a Indonèsia. Els supervivents ferits es miren els uns als altres per recompondre el seu estat emocional i intenten acceptar les seves noves vides.               |                          |                                           |                                         |                         |